# AS Potenza
AS Potenza, pełna nazwa Accademia scacchi Potenza – włoski klub szachowy z siedzibą w Potenzie.

## Historia
Klub został założony w październiku 1991 roku. W 1993 roku awansował do Serie B1, w kolejnym – do Serie A2, a w 1997 roku – do Serie A1. W swoim inauguracyjnym sezonie w pierwszej lidze włoskiej klub zajął trzecie miejsce w grupie południowej. W kolejnym sezonie zespół awansował do fazy finałowej, w której zajął czwarte miejsce. W tym okresie zawodnikami klubu byli m.in. Božidar Ivanović i Dragan Kosić. W 2001 roku klub spadł z Serie A1, powrócił do niej w sezonie 2003. Klub awansował wówczas do turnieju finałowego, w którym zajął trzecie miejsce, za CS Marostica i ARS Roma. W 2006 roku zespół spadł z najwyższej klasy rozgrywkowej.